# James Jones (Basketballspieler)
James Andrew Jones (* 14. Oktober 1980 in Miami, Florida) ist ein ehemaliger US-amerikanischer Basketballspieler, der von 2003 bis 2017 in der NBA spielte. Er war hauptsächlich für seinen sehr guten Distanzwurf bekannt. An der Seite von LeBron James gewann er mit den Miami Heat (2012, 2013) und Cleveland Cavaliers (2016) drei NBA-Meisterschaften.
Zurzeit bekleidet Jones die leitende Funktion des General Managers der Phoenix Suns.

## Spielerkarriere

### Indiana Pacers
Jones wurde im NBA-Draft 2003 an 49. Stelle von den Indiana Pacers ausgewählt, wo er zwei Jahre blieb. In seiner Debütsaison spielte er insgesamt nur 26 Minuten, in seiner zweiten Saison jedoch fast jedes Spiel und kam dabei 4,9 Punkte pro Spiel in 17,7 Minuten pro Partie.

### Phoenix Suns
Jones wechselte für einen Second-Round-Pick zu den Phoenix Suns, wo er ebenfalls zwei Jahre spielte. Sein erstes Jahr in Phoenix verlief erfolgreich für ihn; er kam auf Karriere-Bestwerte von 9,3 Punkten pro Spiel bei einer 3-Punkt-Wurfquote von 38,9 %. In der folgenden Spielzeit ließ Jones etwas nach und kam auf 6,4 Punkte pro Partie in etwa 18 Minuten im Schnitt.

### Portland Trail Blazers
Im Juni 2007 wurde Jones für Rudy Fernández und zusätzliche Finanzleistungen nach Portland transferiert, wo er eine Saison aktiv war. Er legte in seiner einzigen Spielzeit bei den Blazers einen Schnitt von 8,0 Punkten pro Spiel auf.

### Miami Heat
In den NBA-Playoffs 2008/09 spielte er im Durchschnitt 33,6 Minuten pro Spiel und erzielte dabei einen Schnitt von 9,6 Punkten pro Partie. In den Saisons 2011/12 und 2012/13 konnte er mit dem Team jeweils die NBA-Meisterschaft gewinnen.

### Cleveland Cavaliers

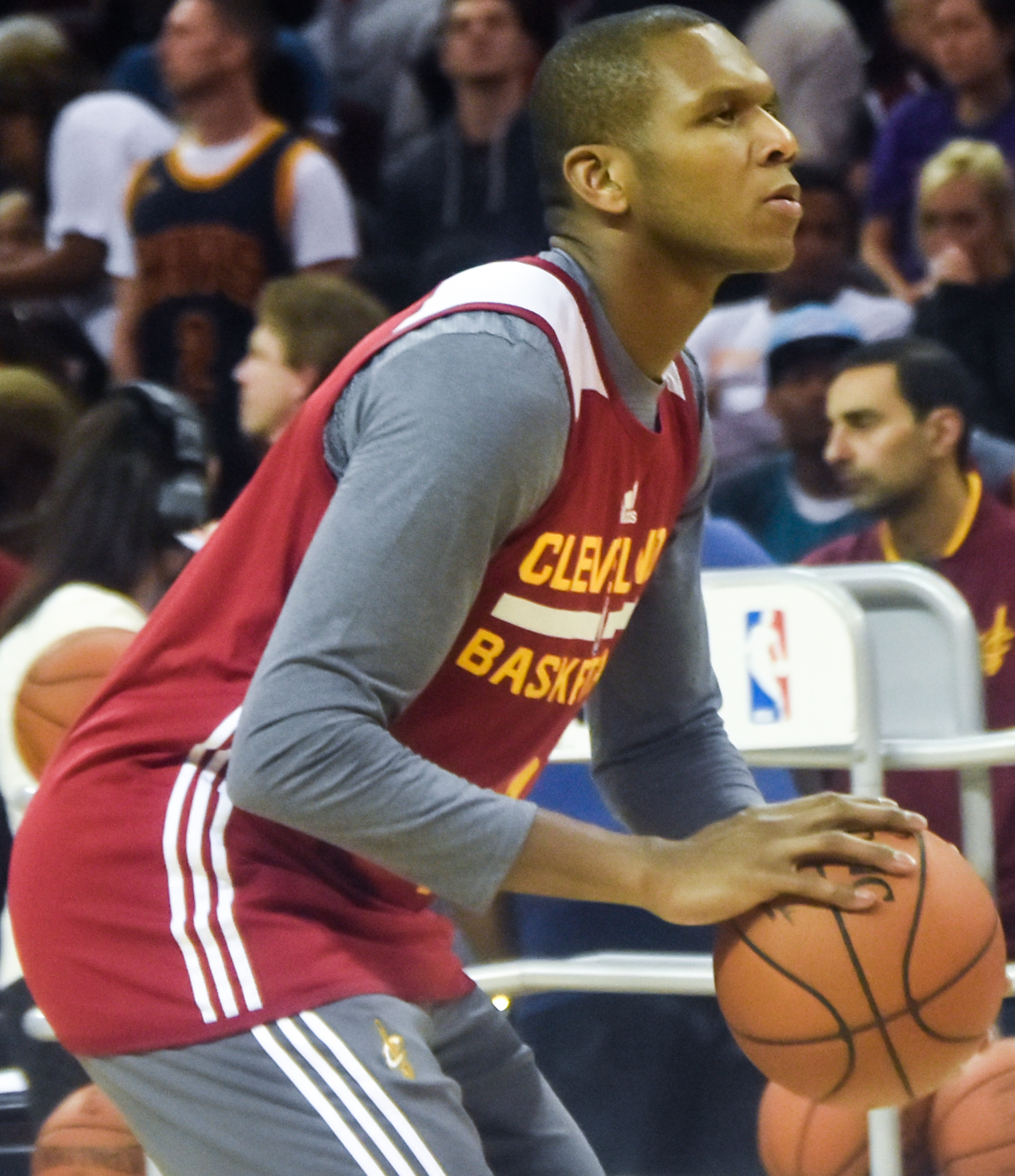
Jones als Spieler der Cavaliers (2015)

Im Sommer 2014 unterschrieb er einen Vertrag bei den Cleveland Cavaliers, um an der Seite von LeBron James weitere Titel zu gewinnen. Dieses Vorhaben gelang und Jones gewann mit den Cavs seine dritte Meisterschaft in der Saison 2015/16.

### Karriereende
Nach der Saison 2016/17 wurde er von den Phoenix Suns als Teil des Managements vorgestellt, womit er seine aktive Karriere nach 14 Jahren in der NBA beendete.

## Managementkarriere
Am 19. Juli 2017 wurde Jones zunächst als Vice President of Basketball Operations bei den Phoenix Suns vorgestellt. Am 8. Oktober 2018 wurde er zum Interimsmanager der Suns ernannt. In der Saison 2018/19 organisierte er zwei Trades für das Team, in denen er Trevor Ariza gegen Kelly Oubre Jr., und Ryan Anderson gegen Tyler Johnson tauschte.
Am 11. April 2019 wurde Jones offiziell der neue General Manager der Suns. Am 20. Juni 2021 wurde bekanntgeben, dass Jones zum Gewinner des NBA Executive of the Year Awards der Saison 2020/21 ernannt wurde.

## Erfolge und Auszeichnungen

### Als Spieler
- 1× Gewinner des NBA All-Star Weekend Three-Point Shootouts: 2011
- 3× Meister der NBA: 2012, 2013, 2016

### Als Executive
- 1× NBA Executive of the Year: 2021

## NBA-Statistiken
| Saison  | Team                   | PpS | RpS | ApS | BpS | SpS | FG%    | 3PtFG% | MinPS |
| ------- | ---------------------- | --- | --- | --- | --- | --- | ------ | ------ | ----- |
| 2003/04 | Indiana Pacers         | 1,2 | 0,3 | 0,0 | 0,0 | 0,2 | 22,2 % | 25,0 % | 4,3   |
| 2004/05 | Indiana Pacers         | 4,9 | 2,3 | 0,8 | 0,4 | 0,4 | 39,6 % | 39,8 % | 17,7  |
| 2005/06 | Phoenix Suns           | 9,3 | 3,4 | 0,8 | 0,6 | 0,5 | 41,8 % | 38,6 % | 23,6  |
| 2006/07 | Phoenix Suns           | 6,4 | 2,3 | 0,6 | 0,6 | 0,4 | 36,8 % | 36,8 % | 18,1  |
| 2007/08 | Portland Trail Blazers | 8,0 | 2,8 | 0,6 | 0,3 | 0,4 | 43,7 % | 43,7 % | 22,0  |
| 2008/09 | Miami Heat             | 4,2 | 1,6 | 0,5 | 0,4 | 0,3 | 36,9 % | 34,4 % | 15,8  |
| 2009/10 | Miami Heat             | 4,1 | 1,3 | 0,5 | 0,1 | 0,3 | 36,1 % | 41,1 % | 14,0  |
| 2010/11 | Miami Heat             | 5,9 | 2,0 | 0,5 | 0,2 | 0,4 | 42,2 % | 42,9 % | 19,1  |
| 2011/12 | Miami Heat             | 3,6 | 1,0 | 0,4 | 0,2 | 0,3 | 38,0 % | 40,4 % | 13,1  |
| 2012/13 | Miami Heat             | 1,6 | 0,6 | 0,3 | 0,2 | 0,1 | 34,4 % | 30,2 % | 5,8   |
| 2013/14 | Miami Heat             | 4,9 | 1,2 | 0,5 | 0,2 | 0,2 | 45,6 % | 51,9 % | 11,8  |
| 2014/15 | Cleveland Cavaliers    | 4,4 | 1,1 | 0,4 | 0,1 | 0,2 | 36,8 % | 36,0 % | 11,7  |
| 2015/16 | Cleveland Cavaliers    | 3,7 | 1,0 | 0,3 | 0,2 | 0,2 | 40,8 % | 39,4 % | 9,6   |
| 2016/17 | Cleveland Cavaliers    | 2,8 | 0,8 | 0,3 | 0,2 | 0,1 | 47,8 % | 47,0 % | 7,9   |
|         | Gesamt                 | 5,2 | 1,8 | 0,5 | 0,3 | 0,3 | 40,1 % | 40,1 % | 15,7  |